# 39.ª edición de los Premios Grammy
La 39.ª edición de los Premios Grammy se celebró el 26 de febrero de 1997 en el Madison Square Garden de Los Ángeles, en reconocimiento a los logros discográficos alcanzados por los artistas musicales durante el año anterior. El evento fue presentado por Ellen DeGeneres y fue televisado en directo en Estados Unidos por CBS.

## Ganadores

### Generales
- Grabación del año
  - Babyface (productor); Eric Clapton (intérprete) por "Change the World"
- Álbum del año
  - Roy Bittan, Jeff Bova, David Foster, Humberto Gatica, Jean-Jacques Goldman, Rick Hahn, Dan Hill, John Jones, Aldo Nova, Rick Nowels, Steven Rinkoff, Billy Steinberg, Jim Steinman,   Ric Wake (productores); Céline Dion (intérprete) por Falling Into You
- Canción del año
  - Gordon Kennedy, Wayne Kirkpatrick & Tommy Sims (compositores); Eric Clapton & Babyface / Wynonna (intérpretes) por "Change the World"
- Mejor artista novel
  - LeAnn Rimes

### Alternativa
- Mejor álbum de música alternativa
  - Beck por Odelay

### Blues
- Mejor álbum de blues tradicional
  - James Cotton por Deep in the Blues
- Mejor álbum de blues contemporáneo
  - Keb' Mo' por Just Like You

### Clásica
- Mejor interpretación orquestal
  - Michael Tilson Thomas (director) & San Francisco Symphony por Prokofiev: Romeo y Julieta (escenas del ballet)
- Mejor interpretación solista vocal clásica
  - James Levine (director), Bryn Terfel & Metropolitan Opera Orchestra por Opera Arias - Works of Mozart, Wagner, Borodin
- Mejor grabación de ópera
  - Brian Couzens (productor), Richard Hickox (director), Philip Langridge, Alan Opie, Janice Watson, London Symphony Chorus & City of London Sinfonia por Britten: Peter Grimes
- Mejor interpretación coral
  - Andrew Litton (director), Neville Creed, David Hill (directores de coro), Bournemouth Symphony Orchestra & Chorus por Walton: Belshazzar's Feast
- Mejor interpretación clásica, solista instrumental (con orquesta)
  - Esa-Pekka Salonen (director), Yefim Bronfman & Los Angeles Philharmonic Orchestra por Bartók: Los tres conciertos de piano
- Mejor interpretación clásica, solista instrumental (sin orquesta)
  - Earl Wild por The Romantic Master - Works of Saint-Saëns, Handel
- Mejor interpretación de conjunto musical pequeño o música de cámara
  - Pierre Boulez (director) & Ensemble Intercontemporain por Boulez: ...Explosante-Fixe...
- Mejor interpretación de música de cámara
  - Cleveland Quartet por Corigliano: Cuarteto de cuerda
- Mejor composición clásica contemporánea
  - John Corigliano (compositor) & Cleveland Quartet por Corigliano: Cuarteto de cuerda
- Mejor álbum de música clásica
  - Joanna Nickrenz (productor), Leonard Slatkin (director), Michelle DeYoung, varios artistas, Washington Choral Arts Society Male Chorus, Washington Oratorio Society Male Chorus & National Symphony Orchestra por Corigliano: Of Rage and Remembrance

### Composición y arreglos
- Mejor composición instrumental
  - Herbie Hancock & Jean Hancock (compositores); Herbie Hancock (intérprete) por "Manhattan (Island of Lights and Love)"
- Mejor canción escrita específicamente para una película o televisión
  - Diane Warren (compositor); Céline Dion (intérprete) por "Because You Loved Me" (de Up Close & Personal)
- Mejor álbum de banda sonora original instrumental escrita para una película o televisión
  - David Arnold (compositor) por Independence Day
- Mejor arreglo instrumental
  - Michael Kamen (arreglista) por "An American Symphony" (de Mr. Holland's Opus)
- Mejor arreglo instrumental acompañado de vocalista
  - Alan Broadbent & David Foster (arreglistas); Natalie Cole & Nat King Cole (intérpretes) por "When I Fall in Love"

### Country
- Mejor interpretación vocal country, femenina
  - LeAnn Rimes por "Blue"
- Mejor interpretación vocal country, masculina
  - Vince Gill por "Worlds Apart"
- Mejor interpretación country, duo o grupo
  - Brooks & Dunn por "My Maria"
- Mejor colaboración vocal country
  - Alison Krauss & The Union Station & Vince Gill por "High Lonesome Sound"
- Mejor interpretación instrumental country
  - Chet Atkins por "Jam Man"
- Mejor canción country
  - Bill Mack (compositor); LeAnn Rimes (intérprete) por "Blue"
- Mejor álbum de música country
  - Billy Williams (productor) & Lyle Lovett (productor e intérprete) por The Road to Ensenada
- Mejor álbum de bluegrass
  - Todd Phillips (productor); varios intérpretes por True Life Blues: The Songs of Bill Monroe

### Espectáculo musical
- Mejor álbum de espectáculo musical
  - Bill Whelan (compositor, guionista y productor) & varios intérpretes por Riverdance

### Folk
- Mejor álbum de folk tradicional
  - Pete Seeger por Pete
- Mejor álbum de folk contemporáneo
  - Bruce Springsteen por The Ghost of Tom Joad

### Góspel
- Mejor álbum góspel pop/contemporáneo
  - Neal Joseph & Norman Miller (productores); varios intérpretes por Tribute - The Songs of Andrae Crouch
- Mejor álbum góspel rock
  - Dc Talk por Jesus Freak
- Mejor álbum góspel soul tradicional
  - Cissy Houston por Face to Face
- Mejor álbum góspel soul contemporáneo
  - Kirk Franklin por Whatcha Lookin' 4
- Mejor álbum góspel sureño, country o bluegrass
  - Andy Griffith por I Love to Tell the Story - 25 Timeless Hymns
- Mejor álbum góspel, coro o coros
  - Shirley Caesar (director de coro); Shirley Caesar's Outreach Convention Choir (intérpretes) por Just a Word

### Hablado
- Mejor álbum hablado
  - Hillary Rodham Clinton por It Takes a Village
- Mejor álbum hablado de comedia
  - Al Franken por Rush Limbaugh Is a Big Fat Idiot

### Histórico
- Mejor álbum histórico
  - Bob Belden (productor), Phil Schaap (productor e ingeniero) Phil Schaap & Mark Wilder (ingenieros); Miles Davis & Gil Evans (intérpretes) por The Complete Columbia Studio Recordings

### Infantil
- Mejor álbum musical para niños
  - George Massenburg (productor) & Linda Ronstadt (productor e intérprete) por Dedicated to the One I Love
- Mejor álbum hablado para niños
  - Virginia Callaway, Steven Heller (productores) & David Holt (productor y narrator) por Stellaluna

### Jazz
- Mejor interpretación jazz instrumental, solista
  - Michael Brecker por "Cabin Fever"
- Mejor interpretación jazz instrumental, individual o grupo
  - Michael Brecker por Tales From the Hudson
- Mejor interpretación jazz instrumental, conjunto grande
  - Grover Mitchell por Live at Manchester Craftsmen's Guild
- Mejor interpretación jazz vocal
  - Cassandra Wilson por New Moon Daughter
- Mejor interpretación jazz contemporáneo
  - Wayne Shorter por High Life
- Mejor álbum de jazz latino
  - Paquito D'Rivera por Portraits of Cuba

### Latina
- Mejor álbum de pop latino
  - Enrique Iglesias por Enrique Iglesias
- Mejor álbum latino tropical tradicional
  - Rubén Blades por La rosa de los vientos
- Mejor interpretación mexicano-americana
  - La Mafia por Un millón de rosas

### New age
- Mejor interpretación new age
  - Enya por The Memory of Trees